# Dimmuborgir

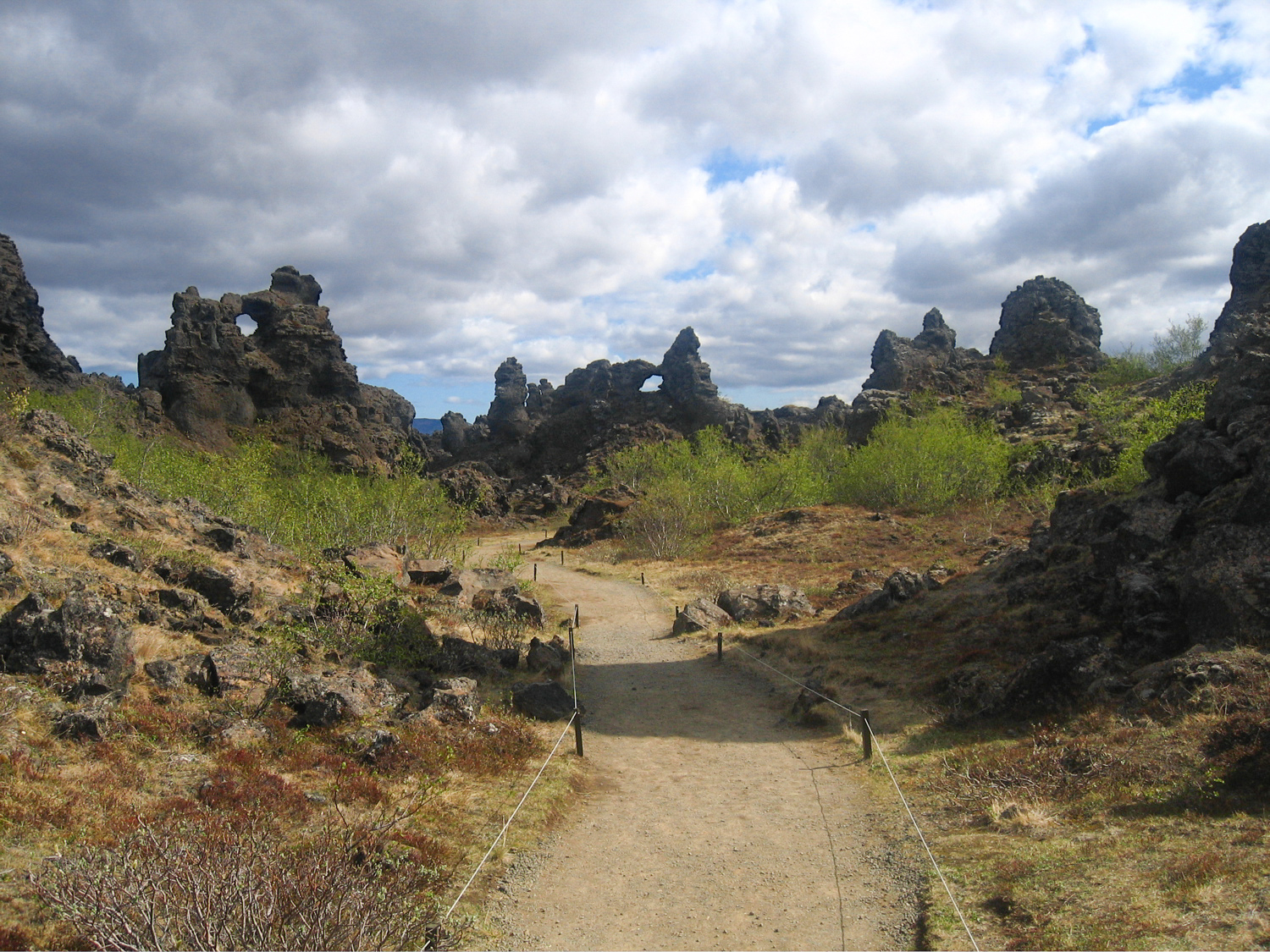
Widok na Dimmuborgir

Dimmuborgir – obszar krajobrazu wulkanicznego na Islandii, obejmujący unikatowe formacje skalne utworzone z zastygłej lawy.

## Geografia

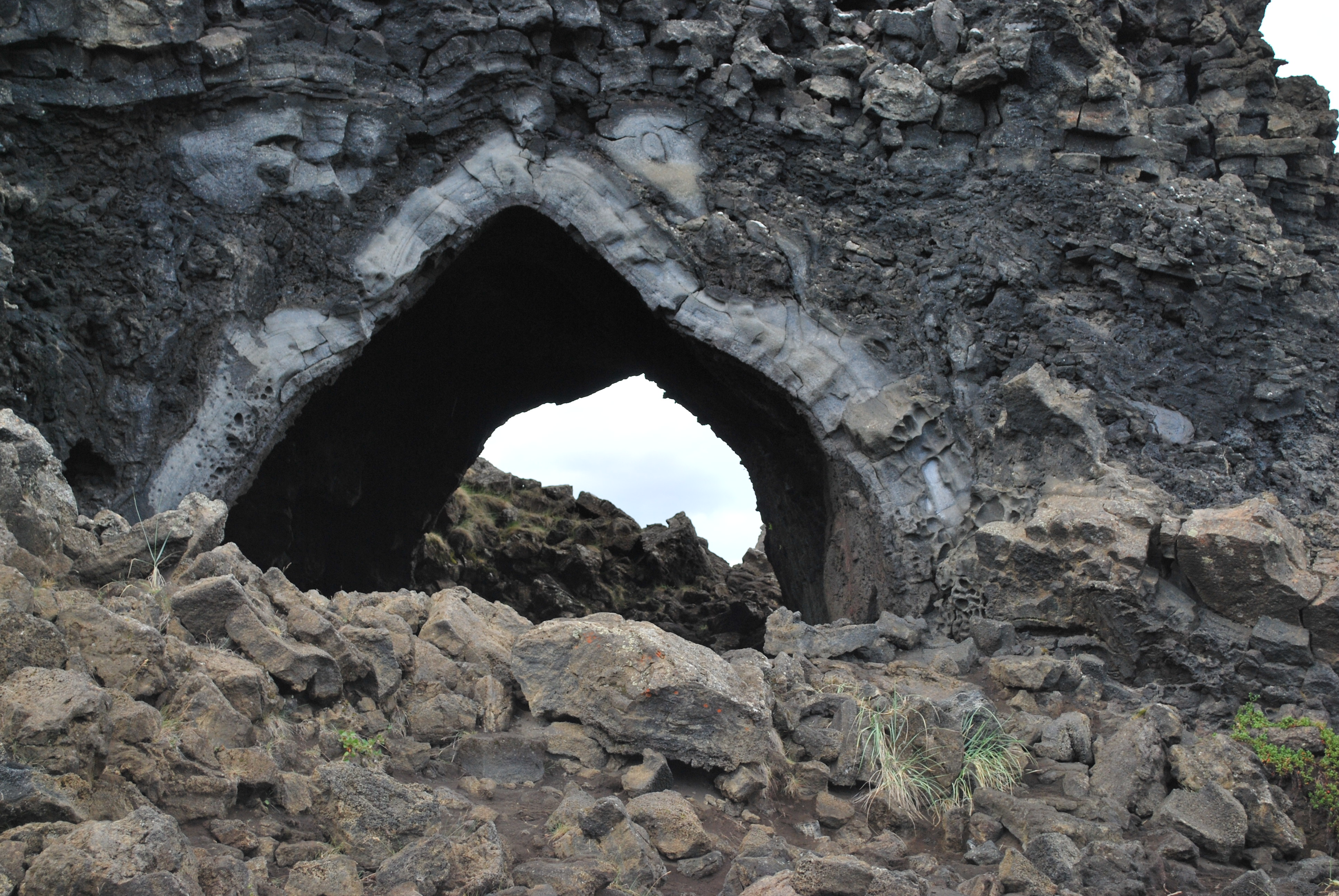
Formacja zwana „kościołem”

Obszar skał wulkanicznych Dimmuborgir jest położony na wschód od jeziora Mývatn, najbliższą osada jest wieś Reykjahlíð, odległa o 8 km na północ. W jego obrębie znajdują się turystyczne szlaki piesze.
W obszarze Dimmuborgir znajdują się lawowe kolumny, jaskinie i urwiska, niektóre skały mają wysokość do 20 metrów. Do najbardziej znanych atrakcji turystycznych należy otwarta z obu stron jaskinia lawowa zwana Kirkjan („kościół”).
Erozja na terenach na wschód od jeziora Mývatn powoduje gromadzenie się piasku, które jest uznawane za zagrożenie dla krajobrazu i flory Dimmuborgir.

## Geologia
Jest to pole lawowe, które powstało około 2300 lat temu na skutek erupcji z długiej na 12 kilometrów szczeliny położonej na południe od wulkanu Hverfjall. Lawa popłynęła dolinami Laxárdalur i Aðaldalur, dotarła do oceanu w zatoce Skjálfandi. Przeszkoda terenowa spowodowała utworzenie się jeziora lawowego, którego część zdążyła zastygnąć, zanim lawa odpłynęła. Pozostałości zastygłej powłoki utworzyły unikatowe formacje skalne Dimmuborgir.

## Znaczenie w kulturze
Nazwa Dimmuborgir oznacza „mroczne zamki”. W folklorze islandzkim miejsce to zamieszkiwała olbrzymka Grýla, która według dawniejszych opowieści w Boże Narodzenie miała pożerać niegrzeczne dzieci. Mieszkać ma tu także jej trzynastu synów, zwanych jólasveinar, którzy pełnią rolę zbliżoną do Świętego Mikołaja.
Z miejscem tym wiąże się także chrześcijański mit: Dimmuborgir ma łączyć ziemię z piekłem i jest uznawane za miejsce, w którym Szatan upadł na ziemię po swoim buncie i wygnaniu z nieba.
Od tego obszaru wziął nazwę norweski zespół black metalowy Dimmu Borgir.